# Erannis margineobscuraria
Erannis margineobscuraria är en fjärilsart som beskrevs av Scholz 1947. Erannis margineobscuraria ingår i släktet Erannis och familjen mätare. Inga underarter finns listade i Catalogue of Life.